# 윌리엄 웨이크필드 바움

윌리엄 웨이크필드 바움(영어: William Wakefield Baum, 1926년 11월 21일 - 2015년 7월 23일)은 미국의 로마 가톨릭교회 추기경이다. 스프링필드-케이프지라르도 교구장(1970–73)과 워싱턴 대교구장(1973–80), 교황청 교육성 장관(1980–90), 교황청 내사원장(1990–2001) 등을 지냈다. 1976년 교황 바오로 6세에 의해 추기경에 서임되었다. 현재까지 미국인 추기경들 가운데 가장 오랫동안 봉직한 추기경으로 기록되어 있다.